# Байковецька сільська територіальна громада
Байковецька сільська громада — територіальна громада в Україні, в Тернопільському районі Тернопільської области. Адміністративний центр — с. Байківці.
Площа громади — 161,5 км², населення —13243 осіб (2024).

## Історія громади
Утворена 21 серпня 2015 року шляхом об'єднання Байковецької, Дубовецької, Лозівської, Стегниківської, Шляхтинецької сільських рад Тернопільського району.
У травні 2016 року в селі Байківці відкрито поліцейську станцію, яка обслуговуватиме мешканців громади.
З 2016 року у селах громади почергово щороку відбувається мистецький фестиваль громади «Серпневі барви».
За результатами фінансової спроможності 2017 року громада посіла 21-ше місце серед усіх громад України.
4 січня 2019 року рішенням №805 сесії Байковецької сільської ради до складу громади доєднано Гаї-Шевченківську сільську раду (село Гаї-Шевченківські) та Чернелево-Руську сільську раду (села Чернелів-Руський і Соборне).
У 2020 році згідно з рішенням сесії сільської ради №1074 від 22 січня  до складу громади увійшли Ступківська і Романівська сільські ради.
Того ж року рішенням сесії сільської ради №8/1/13 від 25 листопада  до громади приєдналися Охримівська та Романовоселівська сільські ради на той час Збаразького району.
19 липня 2020 року, в результаті адміністративно-територіальної реформи та ліквідації Тернопільського району, село увійшло до складу новоутвореного Тернопільського району.

## Опис Герба та Прапора, тлумачення символіки
Сучасна символіка громади  була затверджена рішенням сесії сільської ради. 26 лютого 2021 року 
Опис Герба Байковецької територіальної громади
Щит перетятий синьою і жовтою частинами. У першій стоїть срібний лелека з червоними дзьобом та лапами, чорними хвостом та розпростертими крилами. В другій від країв щита до центру сходяться в перспективу сім чорних і вісім жовтих смуг. Усіх смуг 15. Саме стільки сіл зараз входить до складу Байковецької територіальної громади. Щит вписаний в декоративний картуш і увінчаний золотою короною. Унизу картуша напис «БАЙКОВЕЦЬКА ГРОМАДА» і «2015».
Опис Прапора Байковецької територіальної громади
Квадратне полотнище поділене горизонтально на дві рівновеликі смуги – синю і жовту. На першій частині стоїть білий лелека з червоними дзьобом та лапами, чорними хвостом та розпростертими крилами. На другій частині від країв Прапора до центру сходяться в перспективу сім чорних і всім жовтих смуг. 
Тлумачення символіки
Лелека – символ рідного дому, продовження роду. Нижня частина щита символізує зоране поле. Корона означає статус громади. На Прапорі повторюються кольори Герба.

## Населені пункти
У складі громади 15 сіл:
- Ангелівка
- Байківці
- Гаї-Гречинські
- Гаї-Шевченківські
- Дубівці
- Курники
- Лозова
- Охримівці
- Романівка
- Романове Село
- Соборне
- Стегниківці
- Ступки
- Чернелів-Руський
- Шляхтинці